# Oldal István
Id. Oldal István (Szeged, 1829. augusztus 10. – Nagybecskerek, 1916. augusztus 25.) festőművész, fényképész, az első vajdasági fotóüzlet alapítója 1853-ban.

## Életpályája
Szülei Oldal Antónius és Fridrik Terézia voltak. Karol Suternél tanult festészetet, aki gazdag szegedi polgárok portréit, tájképeket és ikonokat festett. Az 1848–49-es forradalom és szabadságharcban önkéntesként vett részt. A szegedi harmadik honvédzászlóaljban szolgált Damjanich János ezredes parancsnoksága alatt, majd a vršaci helyőrségben állomásozott.
A forradalom bukása után Nagybecskerekben telepedett le. Munkát kapott egy zsidó iskolában, ahol rajzot tanított. Az 1851-es forradalomban való korábbi részvétele miatt azonban elbocsátották. Ezután 1853-ban festőműhelyt nyitott, amelyet 1854-ben fotóstúdióvá bővített. Festői munkásságáról keveset tudunk – megjegyezték, hogy tájképeket és vallásos festményeket festett. A fotózás láthatóan háttérbe szorította a festészetet, és elsődleges foglalkozásává vált. Első műhelye a Temesvár utcában volt, majd a Rezitner család házába, majd a nagyhíd előtti Dr. Pavle Linjački házba, végül a Gizelin rakpartra került egy üvegtetős épületbe. Az épületet a megye építette Pavle Vago festőműhelye számára. A mennyezeti világítás miatt döntött a bérlés mellett, ami megfelelt a fotóstúdió körülményeinek. Fia, ifjabb Oldal István 1902-ben vette át a stúdió vezetését.
1916. augusztus 25-én halt meg, és a zrenjanini katolikus temetőben temették el a Benković család családi sírboltjában.

## Fordítás
- Ez a szócikk részben vagy egészben  a(z)   Иштван Олдал старији című szerb Wikipédia-szócikk ezen változatának fordításán alapul.  Az eredeti cikk szerkesztőit annak laptörténete sorolja fel. Ez a jelzés csupán a megfogalmazás eredetét és a szerzői jogokat jelzi, nem szolgál a cikkben szereplő információk forrásmegjelöléseként.